# کاتلین هوروات
 کاتلین هوروات (انگلیسی: Kathleen Horvath؛ زادهٔ ۱۶ اکتبر ۱۹۶۵) یک تنیس‌باز اهل ایالات متحده آمریکا است.